# 요코타케 쓰바사
요코타케 쓰바사(일본어: 横竹 翔, 1989년 8월 30일 ~ )는 일본의 축구 선수이다.

## 구단 경력
과거 산프레체 히로시마, 가이나레 돗토리에서 활동하였다.